# Nineveslätten
Nineveslätten(syriska: Shalwa d-Ninwe ܫܠܒܐ ܕܢܝܢܘܐ), Yezidiska dashêt-Ninwe) ligger i norra delen av provinsen Ninawa i norra Irak.

## Historia, befolkning, språk och religion
Nineveslätten ligger mitt i det område som var det forntida assyriska riket, där ruinerna av de forntida assyriska huvudstäderna Nineve, Nimrud (Calah) och Dur-Sharrukin är belägna. De gammaltestamentliga profeterna Jona och Nahum anses vara begravda på Nineveslätten.
Detta område befolkas till största delen av assyrier/syrianer/kaldéer. Assyriernas kulturella traditioner har bevarats på Nineveslätten. I området talas det fortfarande arameiska, som var det officiella språket i det assyriska riket. Arameiskan på Nineveslätten innehåller dock många ord som har sitt ursprung från akkadiskan, som var det forntida assyriska språket. I området finns städer, kyrkor och kloster som är tusentals år gamla. Assyrierna på Nineveslätten tillhör främst Kaldeisk-katolska kyrkan, Syrisk-katolska kyrkan samt Syrisk-ortodoxa kyrkan. En liten del tillhör Österns assyriska kyrka.

## Politiska förhållanden
Assyrierna kräver ett eget administrativt område på Nineveslätten, som är tänkt att fungera som en skyddszon för kristna irakier. I december 2010 enades de 16 mest inflytelserika assyriska/kaldeiska politiska partierna om att kräva autonomi på Nineveslätten. Därefter har de största kristna politiska partierna i Irak bildat "minoriteternas råd" tillsammans med företrädare för de andra minoriteterna, yazidier och shabaks, och officiellt krävt att Nineveslätten ska få bilda en separat provins, eller ett guvernement, enligt villkoren i den irakiska konstitutionen.
Kristna i Nineveslätten har påtvingats skatter av militanta islamister i Mosul för att "beskyddas". Som ett svar på den hotfulla situation som  assyrier/syrianerna befinner sig i, har milisen "Church Guards" bildats med hjälp av mångmiljonären Sarkis Aghajan, som själv är assyrier. Kurdisk milis har ockuperat Nineveslätten sedan år 2003. De trakasserar och hotar den kristna befolkningen. De har bland annat hindrat dem från att rösta på sina egna kandidater under valen och blockerat vägen till den enda vårdcentralen i staden Bakhdida. Kristna vill nu vara fria från både kurdiska och arabiska ockupationstrupper. Enligt den amerikanske ambassadören i Irak, Ryan Crocker, ska en assyrisk polisstyrka bildas i Nineveslätten. Kurdiska och arabiska politiker har dock hindrat en assyrisk polisstyrka från att bildas, och assyrier utgör bara 12% av polisstyrkan i vissa områden på Nineveslätten, trots att de är i majoritet av befolkningen i området.
September 2011, godkände USA:s senat en motion som ger stöd åt att skapa en provins på Nineveslätten i enlighet med artikel 125 i Iraks konstitution, samt stöd till att bilda en polisstyrka som ska bestå av ursprungsbefolkningen i Nineveslätten och stöd till hjälporganisationer i området. Oktober 2011 beslöt svenska folkpartiet att de ska driva frågan om assyriers rätt till lokalt självstyre på Nineveslätten samt att ta upp den etniska rensningen av kristna i Irak i internationella organ. Juni 2013 blev Folkpartiet klara med sin rapport med titeln "Assyriernas framtid". Tyngdpunkten i rapporten ligger på nödvändigheten att Nineveslätten blir ett område styrt av assyrier.
Folkpartiets rapport om assyriernas framtid i Mellanöstern är unik. Det är första gången ett svenskt politiskt parti tar fram skriftligt material om assyrierna. Rapportens huvudförslag, att Nineveslätten i Norra Irak, ett område något större än Gotland, bör få federal status som administrativt område eller autonomi, är i linje med Iraks konstitution och assyriernas önskemål.
Den irakiska regeringen beslutade den 21 januari 2014 om att skapa en självstyrande assyrisk provins på Nineveslätten. 

## Städer på Nineveslätten
- Tel Keppe
- Bakhdida
- Bartella
- Alqosh
- Karamles
- Tel Skuf
- Batnaya
- Baqofah